# Nipponomyia kulingensis
Nipponomyia kulingensis är en tvåvingeart som beskrevs av Alexander 1937. Nipponomyia kulingensis ingår i släktet Nipponomyia och familjen hårögonharkrankar. Inga underarter finns listade i Catalogue of Life.